# Seurre
Seurre ist eine französische Kleinstadt mit 2336 Einwohnern (Stand 1. Januar 2022) im Département Côte-d’Or in der Region Bourgogne-Franche-Comté. Sie gehört zum Kanton Brazey-en-Plaine im Arrondissement Beaune.
An der Saône gelegen, hat Seurre einen kleinen Yachthafen. Trotz einer bewegten Geschichte, in deren Verlauf Teile der Stadt zerstört wurden, stehen in der Altstadt noch mehrere sehenswerte Gebäude, unter anderem ein altes Hospiz (Hôtel-Dieu). In einem anderen dieser älteren Häuser befinden sich ein Heimatmuseum und ein Tourismusbüro. Die Kirche St. Martin ist sowohl durch ihre Architektur als auch durch ihre Julien-Tribuot-Orgel von 1699 und ihr Glockenspiel mit 47 Glocken bemerkenswert.
Am Rande der Stadt befindet sich das Freilichtmuseum L'étang rouge, das dort wiedererrichtete alte dörfliche Häuser des Saône-Tals zeigt.
Der Tourismus ist ein bedeutender Erwerbszweig in Seurre, es gibt zwei Hotels, zwei chambres d'hôte-Pensionen sowie drei Campingplätze. Gut ausgebaute Landstraßen führen von Seurre zu weiteren sehenswerten Orten.

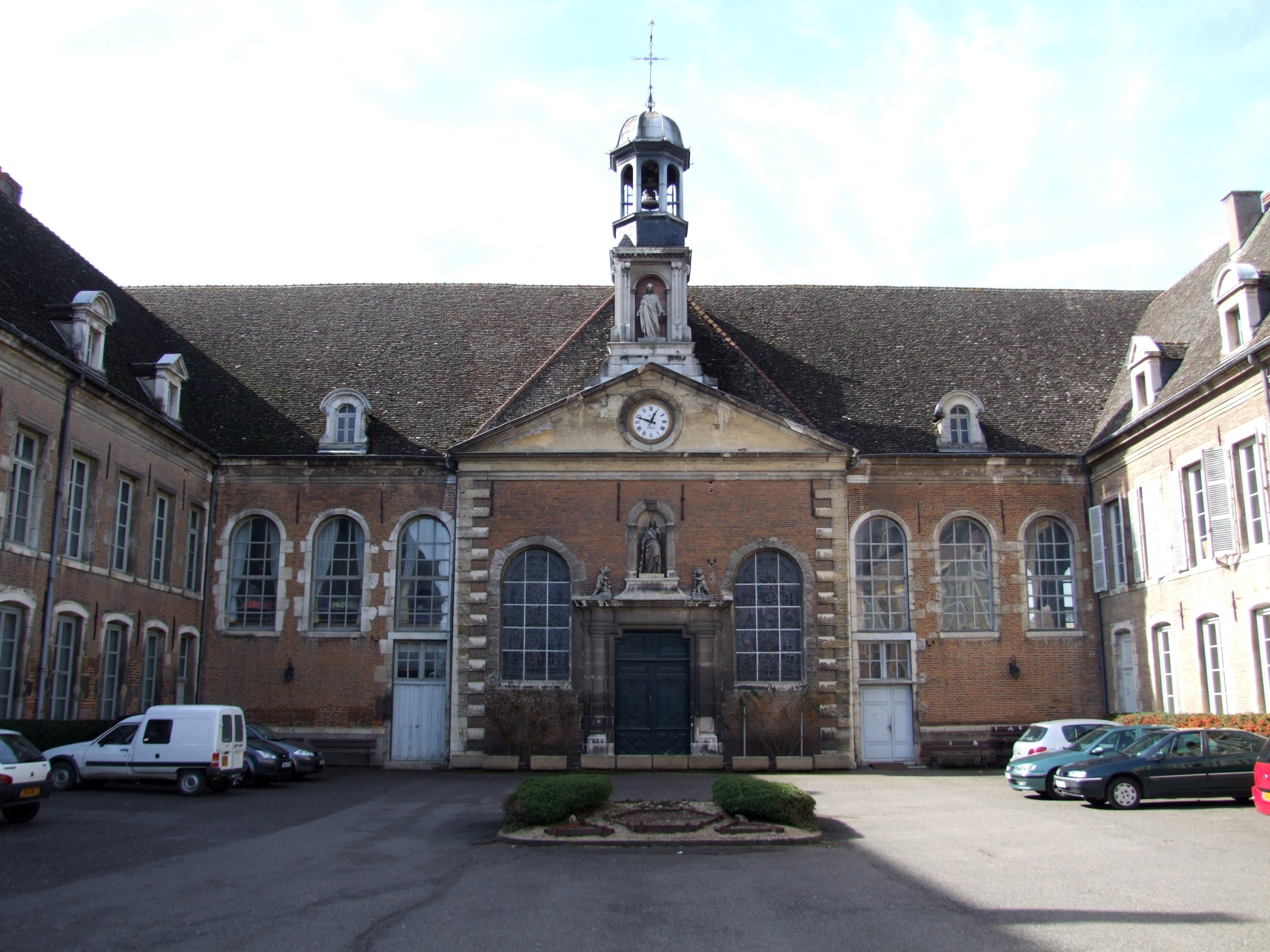
Hôtel-Dieu (Hospiz), 17. Jahrhundert

## Bevölkerungsentwicklung
| Jahr                       | 1962 | 1968 | 1975 | 1982 | 1990 | 1999 | 2007 | 2019 |
| -------------------------- | ---- | ---- | ---- | ---- | ---- | ---- | ---- | ---- |
| Einwohner                  | 2396 | 2683 | 2822 | 2694 | 2728 | 2666 | 2473 | 2310 |
| Quellen: Cassini und INSEE |      |      |      |      |      |      |      |      |

## Persönlichkeiten
- Robert Blot (1907–1989), Geiger, Dirigent und Musikpädagoge